# Leptogomphus semperi
Leptogomphus semperi är en trollsländeart som först beskrevs av Selys 1878.  Leptogomphus semperi ingår i släktet Leptogomphus och familjen flodtrollsländor. Inga underarter finns listade i Catalogue of Life.